# Xestia chosenbaja
Xestia chosenbaja är en fjärilsart som beskrevs av Felix Bryk 1948. Xestia chosenbaja ingår i släktet Xestia och familjen nattflyn. Inga underarter finns listade i Catalogue of Life.